# Xã Concord, Quận Woodbury, Iowa
Xã Concord (tiếng Anh: Concord Township) là một xã thuộc quận Woodbury, tiểu bang Iowa, Hoa Kỳ. Năm 2010, dân số của xã này là 1.159 người.